# Животноводство

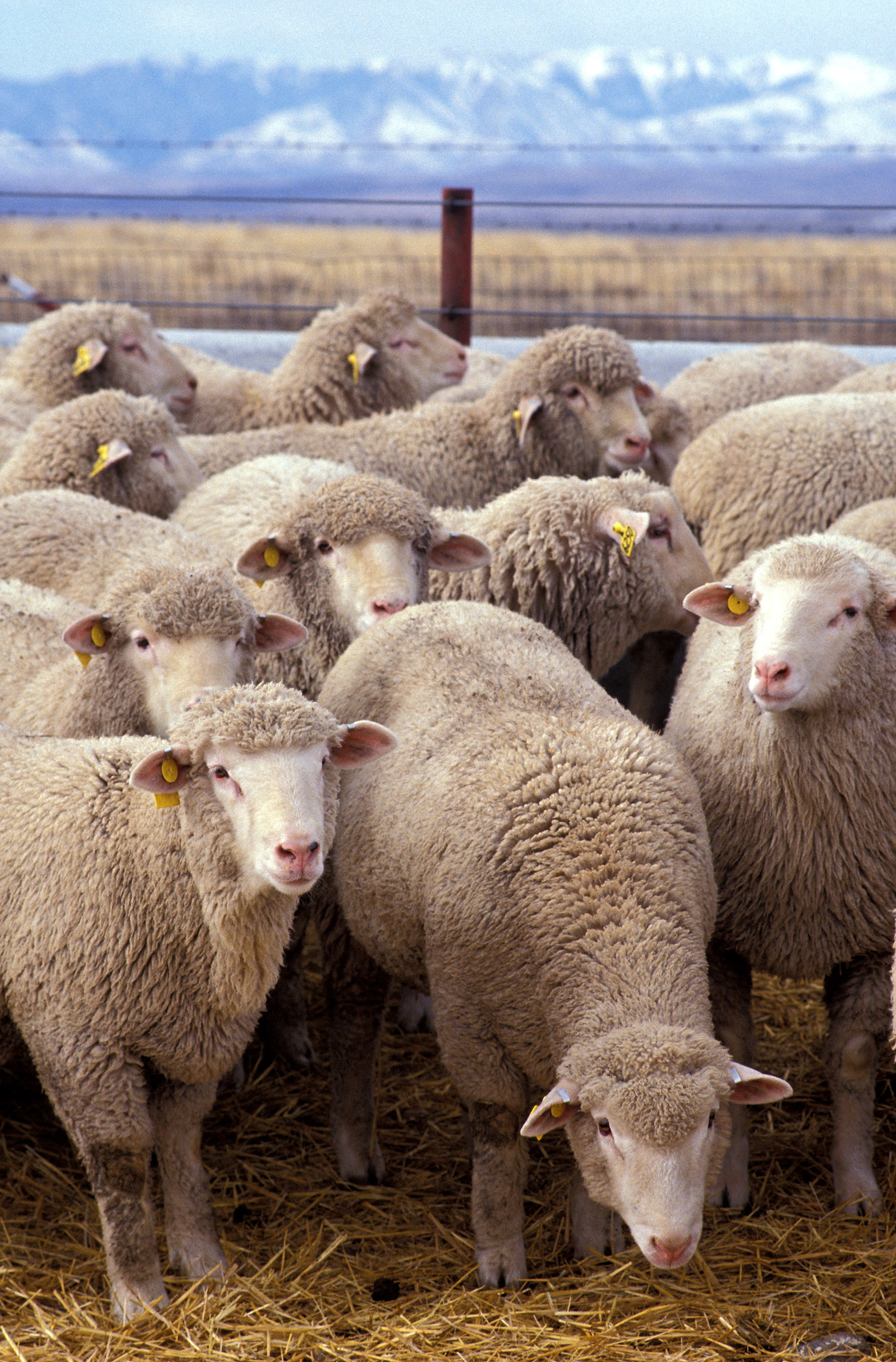
Стадо овец в Айдахо, США

Животново́дство — отрасль сельского хозяйства, занимающаяся разведением сельскохозяйственных животных для производства животноводческих продуктов. Научной основой животноводства является зоотехния.

## Исторические сведения
Животноводство — наиболее древний промысел человечества после охоты, собирательства и рыболовства, освоенный, наряду с растениеводством (земледелием), в неолите, во время так называемой неолитической революции. Появлению животноводства предшествовал процесс одомашнивания определённых видов диких зверей, которые могли жить рядом с человеком, принося при этом ему определённую пользу — как источник пищи (мясо, молоко, птичьи яйца), источник сырья для изготовления одежды или строительства хижин (например, шкуры), как рабочие (например, тянущие плуг) или ездовые животные, как животные для охраны имущества (собака, кошка).
Как и земледелие, животноводство позволяло обеспечивать более стабильное и предсказуемое пропитание, и таким образом сокращало затраты времени на поиски пищи по сравнению с обществами, занимавшимися охотой и собирательством. К тому же, разведение определённых видов животных позволяло транспортировать грузы на большие расстояния и положило начало разветвлённой торговле. Многие учёные сходятся во мнении, что эти факты послужили мощным импульсом для развития культуры, новых бытовых изобретений, а также более крупных обществ и народностей, возникавших на основе объединяющей их идентичности.
Пригодными для одомашнивания и получения животноводческих продуктов оказались коровы, козы, овцы, свиньи, верблюды, олени и некоторые другие животные. Установлено, что естественные ареалы большинства этих видов пересекались в регионе так называемого Плодородного полумесяца на Ближнем Востоке, что дало обитавшим в нём народам преимущество в развитии и повлекло за собой возникновение первых цивилизаций, в том числе шумеров, вавилонян, египтян, ассирийцев и финикийцев.

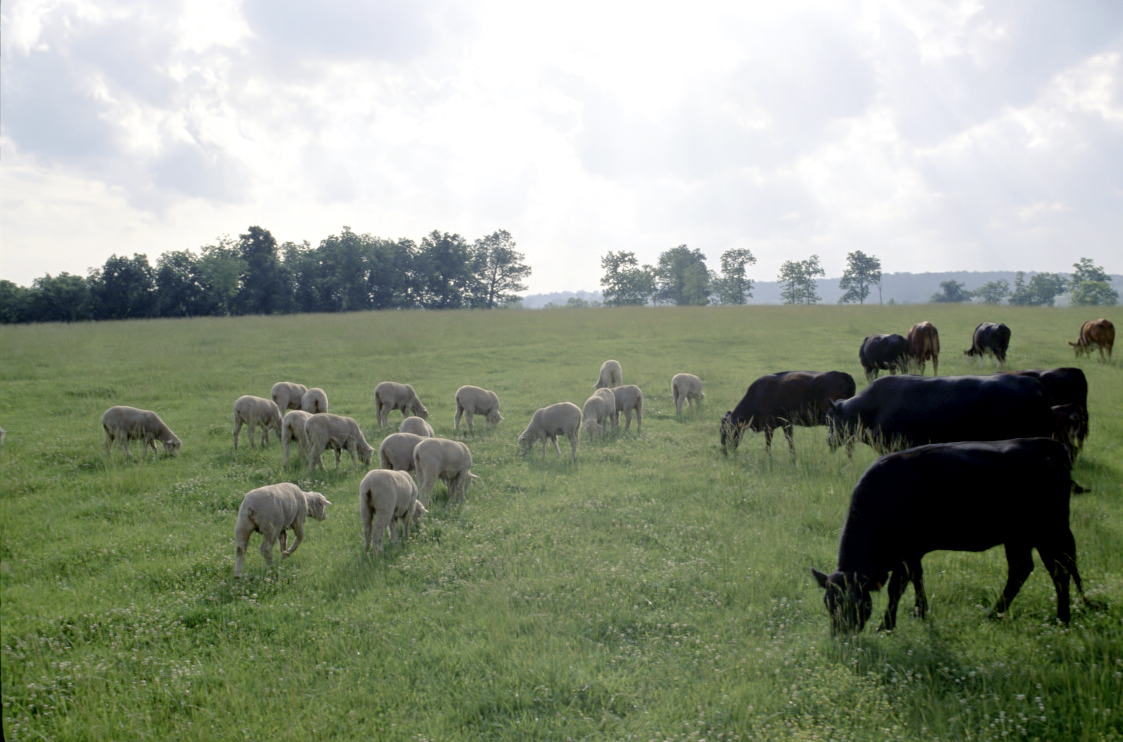
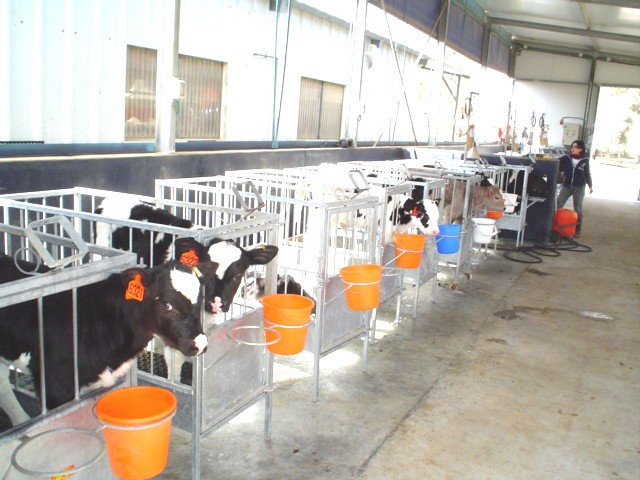
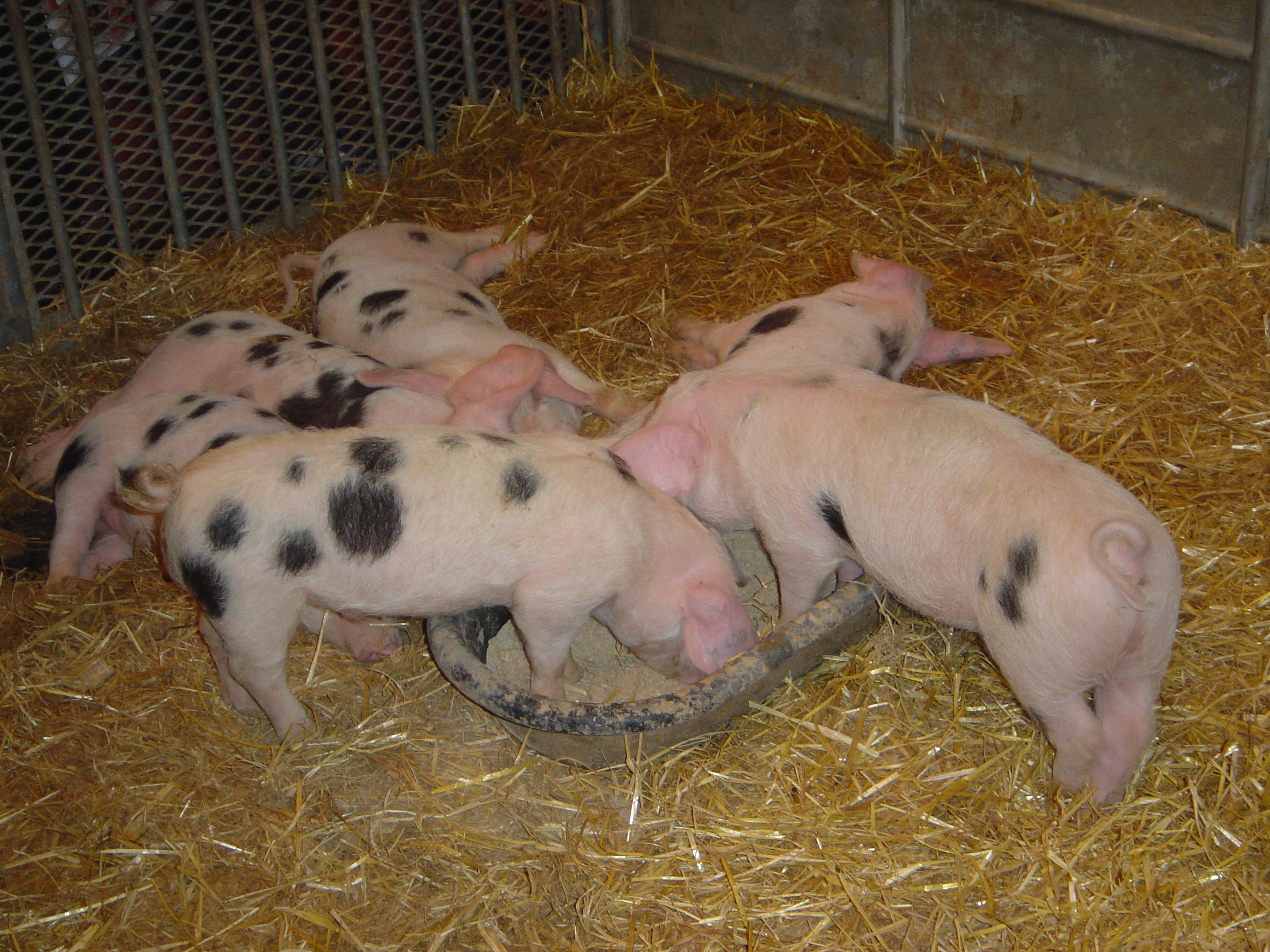
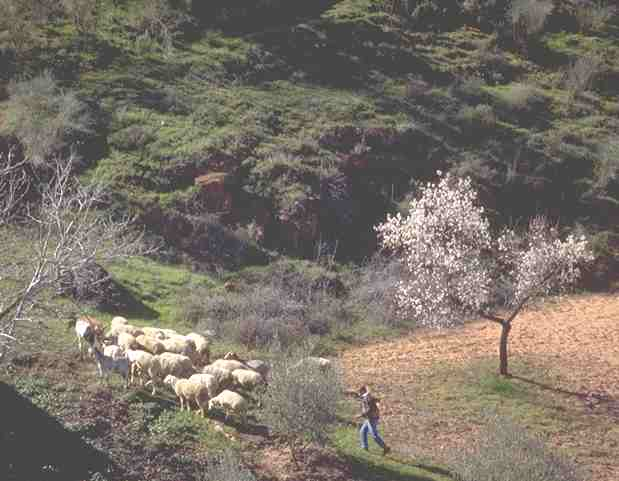

В начале XXI века на выпас скота требуется около 70 % сельскохозяйственных земель (30 % всей суши).

## Отрасли животноводства
В животноводстве выделяют следующие отрасли:
- Верблюдоводство
- Звероводство
- Козоводство
- Коневодство
- Кролиководство
- Муловодство
- Насекомоводство (пчеловодство, шелководство, а также шмелеводство и таракановодство)
- Овцеводство
- Оленеводство
- Ословодство
- Птицеводство
- Рыбоводство
- Свиноводство
- Скотоводство (включая молочное скотоводство, молочно-мясное скотоводство и мясное скотоводство)
- Собаководство

### Характеристика отрасли животноводства в России
По состоянию на 2022 год, российское животноводство обеспечивает более 60 % продукции сельскохозяйственной отрасли.
Его основными отраслями являются: скотоводство, овцеводство, свиноводство и птицеводство. В свою очередь они подразделяются:
- на молочное, мясное и мясомолочное скотоводство;
- беконное, мясное, сальное и полусальное свиноводство;
- грубошерстное, полугрубошерстное, тонкорунное, полутонкорунное, курдючное, мясошёрстное, а также шубное овцеводство;
- яичное, мясное и общее птицеводство.

Играя важнейшую роль в народном хозяйстве, животноводческая отрасль в значительной степени обеспечивает страну:
- Продуктами питания.
- Сырьём для пищевой промышленности.
- Костной мукой.
- Лекарственными средствами.
- Кормами.
- Мехом, кожей, шерстью, пухом.
- Тягловой силой.
- Навозом.

## Влияние на окружающую среду и климат

### Потребление ресурсов
Доля животноводства в мировом использовании водных ресурсов — 26 %. Для выращивания мясо-молочной продукции используется 83 % всех сельскохозяйственных земель. 40 % всей пашни занято выращиванием корма для сельскохозяйственных животных. Более ⅓ глобальной продукции растениеводства уходит на кормление сельскохозяйственных животных. Почти 90 % всей выращиваемой в мире сои идёт на корм в животноводство.

### Разрушение среды обитания и сокращение биоразнообразия
Для расширения производства говядины и сои с 2001 по 2015 годы человечество потеряло лес площадью 533 тыс. км². 20 % всей сои и 17 % всей говядины, экспортируемой в ЕС из Бразилии, — результат нелегальный рубок в Амазонии и Серраду. WWF называет животноводство главной причиной сокращения биоразнообразия. С 1970 по 2014 годы глобальная популяция млекопитающих, рептилий, амфибий, рыб и птиц сократилась на 60 %. Сокращение численности диких животных происходит из-за потери или разрушения мест обитания, что является результатом освоение лесов, лугов и водно-болотных угодий под пастбища, выращивания корма и рыбное хозяйство.

### Загрязнение окружающей среды
Животноводство вносит вклад в загрязнение воздуха микроскопическими частицами PM 2.5; в США подсчитали, что только у них этот вклад ведёт к 12,7 тысяч человеческих смертей в год. Животноводческие фермы являются крупнейшим источником выбросов аммиака, который разрушает чувствительные экосистемы, закисляет почвы и повышает эвтрофикацию (цветение) водоёмов, а в условиях городов участвует в образовании смога. Выращивание огромных объёмов кормов сопровождается выбросом огромных объёмов пестицидов и удобрений. Животноводство загрязняет реки и озёра: до 88 % азотного и фосфорного загрязнения рек, а также заражения речной воды криптоспоридиями поступает с ферм по разведению КРС, свиней и куриц.

### Изменение климата
По оценке ФАО 2006 года, животноводство отвечает за 18 % всех антропогенных выбросов парниковых газов: на них приходится 9 % эмиссии углекислого газа (CO2), 35-40 % — метана (CH4), 64 % — оксида азота(I) (N2O), и некоторых других. По другим подсчётам, которые учитывают большее количество факторов, вклад животноводства в глобальное потепление составляет 51 %. Согласно другой оценке, в которой используется 10-летняя шкала для расчёта потенциала глобального потепления и принимается во внимание тот факт, что не все учитываемые выбросы CO2 на самом деле оказываются в атмосфере, животноводство выбрасывает в атмосферу 87 % всех парниковых газов антропогенного происхождения.
Ежегодные совокупные выбросы парниковых газов пяти мясо-молочных корпораций (JBS, Tyson, Cargill, Dairy Farmers of America и Fonterra) превышают индивидуальные выбросы таких нефтяных гигантов как Exxon, Shell или BP. 20 крупнейших животноводческих компаний несут ответственность за большее количество выбросов парниковых газов, чем Германия, Великобритания и Франция вместе взятые.

### Решения
Для уменьшения количества парниковых газов, выбрасываемых КРС, предлагаются различные методы (например, пищевые добавки, газонакапливающие мешки, абсорбирующие метан маски и пр.), а также сокращение поголовья через уменьшение потребления мясных продуктов.
Единым решением для решения всех экологических проблем, возникающих из-за животноводства, является переход на растительное питание. Оксфордский университет подсчитал, что переход на веганство сокращает выбросы парниковых газов на 75 %, угрозы для дикой природы на 66 % и потребление водных ресурсов на 54 %. Глобальный переход на растительное питание сократит потребность в сельскохозяйственных площадях на 3,1 млрд га, что сравнимо по размеру со всем африканским континентом.